# FA Euro New York
A Euro Youth Football Association, mais conhecida como F.A. Euro ou FA Euro New York, é um time de futebol com sede no Brooklyn, Nova York, que joga na USL League Two. O clube é uma organização de futebol voltada para o desenvolvimento de elite dos jogadores, oferecendo a eles a oportunidade de jogar no mais alto nível, nacional ou internacionalmente. 
Desde o nascimento do clube em 2013, a FA Euro cresceu de uma pequena organização composta por três funcionários e apenas uma equipe para se tornar um nome familiar no US Youth Soccer. O clube agora se orgulha de apoiar um Programa Intramural completo, quinze equipes juvenis da CJSL, EDP e Super Y-League, uma equipe USL Super 20 e uma equipe USL PDL First Team e mais de 25 membros da equipe. O objetivo final da organização é desenvolver uma academia de futebol de estilo europeu que colmatar a lacuna entre os programas de futebol juvenil europeu e americano; onde o clube tem como objetivo desenvolver jogadores que possam jogar em todos os níveis do futebol profissional, incluindo MLS, USL e na Europa.

## História
Na última década, Joe Balsamo esteve em acampamentos de verão e passeios por todo o país. Originalmente conhecido como FA Eurocamp, o objetivo do programa era trazer os melhores treinadores europeus para os Estados Unidos para treinar jogadores americanos e expô-los ao modelo de futebol europeu. Depois de expandir o programa para incluir campos em Nova York, Nova Jersey, Connecticut e Flórida, Balsamo adicionou um novo serviço, excursões. Nessas turnês, a FA Eurocamp acompanhou equipes americanas pela Europa e América do Sul, enquanto disputavam partidas de exibição contra equipes juvenis nos principais clubes do mundo. A FA Euro New York foi anunciada como uma equipe masculina semiprofissional quando a PDL divulgou sua programação de 2013. 

## Estádio
A equipe PDL da FA Euro Nova York jogou seus jogos em casa no Estádio Belson, no campus da Universidade St. John's em Queens, Nova York, de 2013 a 2018. O local pode acomodar 2.168 fãs. Para a temporada de 2018, o clube mudou seus jogos em casa para o Aviator Sports and Events Center no Brooklyn . 